# ESTR
€STR (euro short-term rate) — «еталонна» відсоткова ставка на грошовому ринку в євро, що є середньозваженою ставкою із залучення банками єврозони позик від фінансових організацій на умовах «овернайт» .

## Походження
2017 року Європейський центральний банк оголосив, що він розраховуватиме власну ставку «овернайт», так звану «короткострокову ставку в євро». €STR є альтернативою LIBOR.

## Порівняння LIBOR та €STR
| Характеристика              | LIBOR                                  | €STR                                        |
| --------------------------- | -------------------------------------- | ------------------------------------------- |
| Забезпечення                | бланкова                               | бланкова                                    |
| Терміновість                | від «овернайт» до року                 | «овернайт»                                  |
| Премія за ризик             | премія за кредитний ризик позичальника | премія за кредитний ризик позичальника      |
| Вихідні дані                | декларовані ставки банків              | фактичні ставки за операціями               |
| Контрагенти                 | банки                                  | банки та небанківські фінансові організації |
| Обсяг торгів на день (2019) | $0,5 млрд.                             | $34 млрд.                                   |

## Вихідні дані та розрахунок
€STR будується на даних, доступних у Євросистемі центральних банків завдяки офіційному збору щоденної статистики ринку. В її основі лежить статистика операцій 50 найбільших за величиною активів банків єврозони, які звітують за угодами на незабезпечених та забезпечених грошових ринках, а також ринку валютних та процентних свопів.
€STR є незабезпеченою ставкою, що включає премію за кредитний ризик. Проте на відміну традиційних міжбанківських відсоткових ставок, вона враховує операції банків з іншими фінансовими посередниками. До них відносяться, перш за все, пенсійні фонди, страховики та керуючі активами.
Крім того, якщо LIBOR будувалася на добровільних опитуваннях групи банків, чисельність якої згодом зменшувалася, €STR ґрунтується на обов'язковій звітності щодо широкої вибірки контрагентів. В результаті €STR демонструє нижчу волатильність, ніж EURIBOR та EONIA, а також менш сприйнятлива до зміни поведінки банків на ринку.

## Адміністратор ставки та її публікація
Європейський центральний банк розпочав щоденну публікацію попередніх тестових даних (так званої pre-€STR) з березня 2017 року. Офіційний статистичний ряд розпочався з жовтня 2019 року після завершення внутрішнього тестування системи та пов'язаних процедур у Євросистемі.
У 2018 році робоча група з безризикових ставок у євро, створена за підтримки Європейського центрального банку, Європейського управління з цінних паперів та ринків, Бельгійського управління з фінансових послуг та ринків та Європейської комісії, рекомендувала €STR як замінник EONIA.